# 浅賀一恵
浅賀 一恵（あさが かずえ）は、埼玉県富士見市在住の元陸上競技選手で、中学校教員としてジュニアレベルから後に箱根駅伝を走り総合優勝に貢献する選手など数々の名選手を発掘し育てた陸上競技指導者。
日本体育大学卒業。現在は、昌平高等学校女子陸上競技部監督。
東日本女子駅伝のコーチを務めていた。

## 指導歴
公立中学校の教員（地方公務員）として、三芳町立三芳東中学校、三芳町立藤久保中学校、富士見市立水谷中学校、富士見市立西中学校、朝霞市立朝霞第三中学校、その後地方公務員を退職し私立学校教員に転じて昌平高等学校に赴任し、陸上部の顧問及び体育科の担当である。以下の選手の指導を行った。
- 巽博和(埼玉栄高→順天堂大学)800m/1500m/5000m
- 熊田恭子(埼玉栄高→青山学院大学)100m/200m
- 鈴木真紀(埼玉栄高→中央大学→ノーリツ)800m/1500m
- 徳田由美子(埼玉栄高→中央大学→SUZUKI)400m/800m
- 森本明子(埼玉栄高→さとえクラブ)100mH
- 高柳祐也(埼玉栄高→日本体育大学)1500m/3000m/5000m/10000m
- 鈴木翔子(富士見西中学→白梅学園高)800m/1500m
- 中川文華(朝霞第三中学)1500m

## 関連DVD
- 『ジュニア選手のための中・長距離走　こうすれば記録は縮められる！　第１巻 正しい走動作と基礎練習編』（指導・解説：浅賀一恵、実技：埼玉県富士見市立西中学校陸上競技部、ジャパンライム、2003/9、DVD）
- 『ジュニア選手のための中・長距離走　こうすれば記録は縮められる！　第２巻 正しい考え方と基本技術編』（指導・解説：浅賀一恵、実技：埼玉県富士見市立西中学校陸上競技部、ジャパンライム、2003/9、DVD）
- 『「走」の基本　中学生のための短距離、リレー、ハードル指導法　第１巻 「走」の分解練習1』（指導・解説：浅賀一恵、実技：森本明子（女子100mハードル・ジュニア日本記録保持者）／水谷中学校陸上競技部、ジャパンライム、2000/11、DVD）
- 『「走」の基本　中学生のための短距離、リレー、ハードル指導法　第２巻 「走」の分解練習2＋リレーのバトンパス』（指導・解説：浅賀一恵、実技：森本明子（女子100mハードル・ジュニア日本記録保持者）／水谷中学校陸上競技部、ジャパンライム、2000/11、DVD）
- 『「走」の基本　中学生のための短距離、リレー、ハードル指導法　第３巻 ハードル走の原理』（指導・解説：浅賀一恵、実技：森本明子（女子100mハードル・ジュニア日本記録保持者）／水谷中学校陸上競技部、ジャパンライム、2000/11、DVD）